# Audrey Parker-Nichols
Audrey Parker-Nichols is een personage van de Amerikaanse televisieserie Drake & Josh van Nickelodeon, gespeeld door actrice Nancy Sullivan.
Sullivan had voorafgaand aan Drake & Josh een rol in de televisieserie The Amanda Show. Hierin speelden tevens Drake Bell en Josh Peck, de hoofdrolspelers in Drake & Josh.

## Beschrijving
Audrey is de biologische moeder van Drake Parker en Megan Parker. Na haar huwelijk met Walter Nichols is ze tevens stiefmoeder van Josh Nichols. In het samengestelde gezin is Audrey de strengste ouder voor Drake en Josh, maar meestal heeft ze geen idee wat de twee jongens uitspoken omdat zij hun capriolen goed verborgen houden voor haar.
Ze is lovend over Bruce Winchill, de collegaweerman (en tevens rivaal) van Walter. De weersvoorspellingen van Bruce komen wél uit, en dat Audrey zo positief is over Bruce, zorgt voor irritaties bij Walter.